# Trigonodes angolensis
Trigonodes angolensis is een vlinder uit de familie spinneruilen (Erebidae). De wetenschappelijke naam is voor het eerst geldig gepubliceerd in 1908 door Weymer.
De soort komt voor in tropisch Afrika.